# Зольское
Зо́льское (кабард.-черк. Дзэлыкъуэ) — село в Зольском районе Кабардино-Балкарской Республики. 
Образует муниципальное образование «сельское поселение Зольское», как единственный населённый пункт в его составе.

## Географическое положение
Селение расположено в северной части Зольского района, чуть ниже слияния рек Золка Вторая и Мокрая Золка. Находится в 8 км к югу от районного центра Залукокоаже, в 60 км к северо-западу от города Нальчик, и в 27 км к юго-востоку от Пятигорска.
Площадь территории сельского поселения составляет — 27,63 км2.
Граничит с землями населённых пунктов: Псынадаха и Батех на северо-востоке, Совхозное на юго-западее, Залукодес на западе, Октябрьское и Светловодское на севере.
Населённый пункт расположен в предгорной зоне республики, у северной подошвы Джинальского хребта. Рельеф слабо-волнистый, с небольшим уклоном к северо-западу. Вдоль восточной части села тянутся средневысотные хребты. Средние высоты на территории села составляют 680 метров над уровнем моря.
Гидрографическая сеть сильно развита и обусловлена выходами многочисленных родников. У южной окраины села сливаются реки Золка Вторая и Мокрая Золка. К востоку от села в В Мокрую Золку впадает река Золка Первая.
Климат влажный умеренный, со среднегодовой температурой около +9,5°C, среднемесячная температура воздуха в июле составляет +22,0°C, максимум может достигать +38°C. Среднемесячная температура самого холодного месяца января -3,0°C, а абсолютный минимум может достигать -15°С. Среднегодовое количество осадков составляет 900—1000 мм.

## История
Селение было основано в 1884 году переселенцами из Украины, на землях кабардинского князя Исмаила Атажукина. Поводом для их переселения был большой неурожай и свирепствовавший голод на Украине.
Первые переселенцы осели на участках, арендуемых у князья Атажукина. Местность, привлекала переселенцев своим плодородием и обилием родников. По обеим сторонам реки Золка были густые заросли леса и кустарников. Несколько лет спустя, переселенцы постепенно начали приобретать в собственность арендуемые земельные участки.
После основания поселения, новому населённому пункту было дано название — хутор Атажукинского товарищества.
В годы Гражданской войны, хутор был разгромлен и сожжён белогвардейцами, вследствие чего, большая часть населения бежало вглубь Кабарды или ближайшие станицы Ставрополья.
В 1925 году хутору был присвоен статус села и переименован в селение Зольское. 
В 1930 году были созданы два колхоза — «Маяк», который возглавил Удовиченко Михаил Свиридович, и «Красный партизан», который возглавил Нахушев Исмель Тутович.
Во время Великой Отечественной войны, село на несколько месяцев было оккупировано немецкими войсками. В январе 1943 года селение было освобождено от оккупации.
До 1937 года Зольское входило в состав Нагорного района республики. Затем передано в состав новообразованного Малкинского района, основанного на части территории Нагорного района.
В 1938 году Малкинский район преобразован в Зольский, а его административный центр перенесён в селение Зольское. 
С 1938 по 1948 года Зольское было районным центром Зольского района.
С 1955 года действуют регулярные автобусные маршруты в Нальчик и Пятигорск (через районный центр Залукокоаже). В 1958 году село электрифицировано, в 1966 году проведен водопровод.
Муниципальное образование Зольское наделено статусом сельского поселения Законом Кабардино-Балкарской Республики от 27.02.2005 №13-РЗ «О статусе и границах муниципальных образований в Кабардино-Балкарской Республике».

## Население
| 2002  | 2010  | 2012  | 2013  | 2014  | 2015  | 2016  |
| ----- | ----- | ----- | ----- | ----- | ----- | ----- |
| 1329  | ↗1392 | ↗1409 | ↗1424 | ↗1437 | ↗1447 | ↘1443 |
| 2017  | 2018  | 2019  | 2020  | 2021  | 2023  | 2024  |
| ↘1442 | ↗1467 | →1467 | ↗1474 | ↘1412 | ↗1418 | ↘1416 |
| 2025  |       |       |       |       |       |       |
| ↘1412 |       |       |       |       |       |       |

Плотность — 51.1 чел./км2.
За межпереписной период (с 2010 по 2021 год) население села увеличилось на 20 чел. (+ 1,44 %).
По данным Всероссийской переписи населения 2021 года:
| Народ                | Численность, чел. | Доля от всего населения, % | Доля от указавших нац-ть, % |
| -------------------- | ----------------- | -------------------------- | --------------------------- |
| кабардинцы (черкесы) | 1343              | 95,11 %                    | 95,72 %                     |
| * кабардинцы         | 1333              | 94,40 %                    | 95,01 %                     |
| * черкесы            | 10                | 0,71 %                     | 0,71 %                      |
| русские              | 48                | 3,40 %                     | 3,42 %                      |
| другие               | 12                | 0,85 %                     | 0,86 %                      |
| нет / не указано     | 9                 | 0,64 %                     | -                           |
| всего                | 1412              | 100 %                      | 100 %                       |

## Местное самоуправление
Администрация сельского поселения Зольское — село Зольское, ул. Советская, 96.
Структуру органов местного самоуправления сельского поселения составляют:
- Глава сельского поселения Зольское — Хоконов Муса Амерханович (с 19 мая 2017 года).
- Местная администрация (исполнительно-распорядительный орган) — администрация сельского поселения Зольское.

Аппарат местной администрации сельского поселения состоит из 7 человек.
- Представительный орган — Совет местного самоуправления сельского поселения Зольское. Состоит из 10 депутатов[21].

## Образование
- Средняя общеобразовательная школа № 1 — ул. Советская, 94.
- Начальная школа Детский сад № 1

## Здравоохранение
- Участковая больница

## Культура
- Дом Культуры

Общественно-политические организации:
- Адыгэ Хасэ
- Совет ветеранов Великой Отечественной войны
- Совет ветеранов труда

## Ислам
В селе действует одна мечеть.

## Экономика
В сельское хозяйстве наиболее развиты возделывания культур картофеля и кукурузы, на долю которых и отведены основные сельскохозяйственные угодья.
На территории села функционируют ЗАО НП «Зольское» и КФХ «Алина» занимающиеся разведением кабардинской породы лошадей.

## Улицы
На территории села зарегистрировано 3 улицы:

| Надречная |

| Садовая |

| Советская |

## Известные уроженцы
- Паштов Герман Суфадинович — российский график, живописец, художник и профессор.
- Маржохова Лида Мухамедовна — член-корреспондент Академии медицинских наук.
- Хоконов Хазретали Бесланович — заслуженный деятель науки КБР и РФ.